# Milagros Rubio
Milagros Rubio Salvatierra (Tudela, 11 de junio de 1952) es una política y poeta navarra, perteneciente al partido Batzarre. Fue concejala en el Ayuntamiento de Tudela durante 36 años (1979-2015) y diputada en el Parlamento Navarro de 1999 a 2003. 

## Biografía
Comenzó su militancia política en los últimos años de la dictadura franquista en su localidad natal en el seno del Movimiento Comunista de España (MCE), posteriormente transformado en Movimiento Comunista (MC), y luego en Euskadiko Mugimendu Komunista (EMK), del que fue y ha sido una de las dirigentes más destacadas en Navarra, responsabilidad que ha seguido ocupando en sus organizaciones sucesoras (Batzarre desde 1987).
Al celebrarse las primeras elecciones municipales democráticas tras la muerte de Franco, en 1979, fue elegida concejal en Tudela, como candidata de la Asociación Navarra de Ayuntamientos de Izquierdas (ANAI), la candidatura promovida por Euskadiko Mugimendu Komunista y la Organización de Izquierda Comunista (integrada esta última en el MC en 1979), que obtuvo tres concejales. Desde entonces, Milagros Rubio ha renovado su acta de concejal en todas las elecciones municipales llevadas a cabo en las listas del EMK o sus organizaciones sucesoras (en 1983 como Asamblea de Izquierdas de la Ribera; en 1987 y 1991 como Asamblea de Izquierda de Tudela; y desde 1995 como Batzarre o como la coalición en la que se integrara: Batzarre-Asamblea de Izquierdas en 1995, en 1999 como Batzarre-Euskal Herritarrok, en 2003 como Batzarre y en 2007 como Nafarroa Bai. En 2011 fue la candidata a la alcaldía de la coalición Izquierda-Ezkerra, formada por Batzarre e Izquierda Unida de Navarra (IUN-NEB). La coalición quedó en tercer lugar, obteniendo cuatro concejales.
También fue elegida parlamentaria foral en las elecciones de 1999, dentro de la lista de Euskal Herritarrok, de la que formaba parte Batzarre. Al romper Batzarre su coalición con EH tras el final de la tregua de ETA en marzo de 2000, Rubio se integró en el grupo mixto del Parlamento de Navarra. Fue cabeza de lista en las elecciones forales de 2003, sin conseguir su candidatura sobrepasar el límite del 3% necesario para entrar en el Parlamento. En las elecciones generales de 2011 encabezó la lista de Izquierda-Ezkerra al Senado. Para las elecciones al Parlamento Europeo de 2014 figuró en el puesto número 26 de La Izquierda Plural.